# Tony Settember
Anthony Frank Settember, detto Tony (Manila, 10 luglio 1926 – Reno, 4 maggio 2014), è stato un pilota di Formula 1 statunitense.
Tony Settember iniziò a gareggiare in California nel1954 e nel 1959 fece una campagna in Europa con i grandi delle corse , vincendo il Gran Premio di Napoli quell'anno e diventando l'unico americano a farlo. Nel 1962 arrivò secondo dietro a Jack Brabham nel Gran Premio d'Austria di Formula 1 e si classificò settimo nel Gran Premio del Belgio. Ha corso con le Cobra a LeMans, al Nurburgring, a Monza, a Brands Hatch e alla Targa Florio nel 1966.
Negli Stati Uniti, Settember ha gareggiato nell'US Road Racing Championship, nel Can-Am, nella Formula 5000 ,Trans-American Championship e negli SCCA Nationals.
Sebbene non fosse un concorrente regolare nelle serie pro 1970 e '71, Settember partecipò a quattro gare del campionato L&M con unabMcLaren M10 modificata nel 1972 e nel 1973 fece una campagna con l'auto in sette delle nove gare, guadagnando punti in tutte e quattro e finendo per piazzarsi 11° nella classifica di campionato. Settember, era laureato in ingegneria e fu responsabile dello sviluppo e produzione per la HoneManufacturing Co.
Divenne CAMPIONE GT DELLA COSTA DEL PACIFICO (USA) nel 1955 e nel 1956. Collaborò alla progettazione dell'auto sportiva WRE da 2 litri nel 1958. Durante le stagioni 1960 e 1961 gareggiò su Ferrari da 4,9 litri e su Corvette GT, vincendo di nuovo il CAMPIONATO DI AUTO SPORTIVE DELLA COSTA DEL PACIFICO nel 1961. Ha guidato la Formula Junior Lotus & Cooper nel 1961 e nel 1962 e ha iniziato la sua collaborazione con Hugh Powell, guidando per SCIROCCO a Le Mans, ritiratosi alle ore 13 mentre era 10ª posizione.
Durante il 1962 guidò per l'Emeryson Works Team nella maggior parte delle gare di GP e di solito finì tra le prime auto con 3000cc. Al termine della stagione 1962 si dedicò alla progettazione e costruzione delle vetture da Gran Premio SCIROCCO-POWELL di Formula 1, e fu il primo pilota del Team.
Nella stagione 1968 gareggiò per Webster Racing Enterprises nel campionato Can-Am sul Lola T70 MK3 GT chassis SL73/103 e nel campionato Trans-Am su Chevrolet Camaro
Nei primi anni settanta Tony gareggiò in Formula 5000, tra il 1972 e il 1974.
Nel 1973 ha gareggiato nel Gran Premio di Can Am Monterey Castrol su una Lola T163 privata - Chevrolet.
Dal 1962 al 1963 ha partecipato a sette Gran Premi di Formula 1, ma si è qualificato solo in sei. La sua migliore classifica in carriera, ottava (nel 1963 in Belgio). La sua migliore posizione in griglia, diciottesimo (nel 1963 in Francia e nel Regno Unito).
Ha gareggiato 144 giri, circa 1.050 chilometri. Il suo debutto fu nel 1962 al RAC British Grand Prix (Aintree, 21 luglio) con una Emeryson - Climax (undicesimo).
Il suo ultimo Gran Premio fu nel 1963 in Italia su una Scirocco - BRM (non qualificata).
Tony è morto il 4 maggio 2014 a Reno, Nevada (USA) all'età di 87 anni.

## Risultati in Formula 1
| 1962 | Scuderia | Vettura  |  |  |  |  |    |  |     |  |  |  |  | Punti | Pos. |
| ---- | -------- | -------- |  |  |  |  | -- |  | --- |  |  |  |  | ----- | ---- |
| 1962 | Emeryson | Emeryson |  |  |  |  | 11 |  | Rit |  |  |  |  | 0     |      |

| 1963 | Scuderia               | Vettura     |  |   |  |     |     |     |    |  |  |  |  | Punti | Pos. |
| ---- | ---------------------- | ----------- |  | - |  | --- | --- | --- | -- |  |  |  |  | ----- | ---- |
| 1963 | Scirocco-Powell Racing | Scirocco M1 |  | 8 |  | Rit | Rit | Rit | NQ |  |  |  |  | 0     |      |

| Legenda | 1º posto     | 2º posto | 3º posto    | A punti         | Senza punti/Non class.  | Grassetto – Pole position Corsivo – Giro più veloce |
| Legenda | Squalificato | Ritirato | Non partito | Non qualificato | Solo prove/Terzo pilota | Grassetto – Pole position Corsivo – Giro più veloce |